# كاليب غريمشو

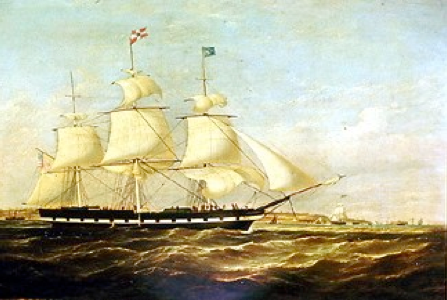

كاليب غريمشو (بالإنجليزية: Caleb Grimshaw) كانت سفينة شراعية أمريكية بُنيت في مدينة نيويورك عام 1847، وسُميت باسم شركة الشحن المالكة لها كاليب غريمشو وشركاه ومقرها ليفربول، إنجلترا. كانت السفينة مخصصة لنقل الركاب والبضائع بين ليفربول ونيويورك.

## التاريخ
بُنيت السفينة عام 1847 في مدينة نيويورك، وكانت تُستخدم لنقل الركاب والبضائع بين ليفربول ونيويورك. بعد عدة سنوات من الخدمة، خرجت السفينة من التشغيل المنتظم عام 1849، لكنها أُعيد تشغيلها لاحقًا في رحلة واحدة إضافية عام 1850، والتي انتهت بكارثة بحرية.

## حادثة الحريق
في 4 أكتوبر 1850، غادرت كاليب غريمشو ميناء ليفربول متجهة إلى نيويورك، وعلى متنها حوالي 457 راكبًا. في 11 نوفمبر، اندلع حريق كبير في السفينة أثناء وجودها في عرض المحيط، يُعتقد أنه بدأ من منطقة الشحن.
هرب القبطان مع بعض أفراد الطاقم على قارب نجاة، تاركين الركاب يواجهون المصير بمفردهم. بعد يومين، في 13 نوفمبر، أنقذت سفينة بريطانية تُدعى Siddons حوالي 200 شخص من الناجين.

## النتائج
قُتل في الحادث نحو 250 شخصًا، معظمهم من المهاجرين. وقد أثار الحادث استياءً واسعًا في الصحافة، وسلط الضوء على إهمال السلامة في سفن الشحن المخصصة لنقل الركاب، مما ساهم لاحقًا في فرض قوانين أكثر صرامة.